# ميديا (فلم 1969)
ميديا  (بالإنجليزية: Medea) هو فيلم دراما إيطالي صدر عام 1969 مقتبس عن الأسطورة اليونانية القديمة ميديا. من إخراج بيير باولو بازوليني وإنتاج دينو دي لورنتييس، وتمثيل ماريا كالاس مغنية الأوبرا وهو دورها السينمائي الوحيد، لكنها لا تغني في الفيلم.

## القصة
ميديا هي ساحرة شهيرة وكانت ابنة أيتس ملك كولخيس، وكان أبوها قد رماها في السجن بعد أن خاف من سحرها الذي استخدمته في الهرب وهربت إلى معبد هيليوس إله الشمس وهو جدها كما يزعم. ووقعت في حب جاسون زعيم الأرغونوت الذي وصل لكولخيس في ذلك الوقت، وقعت في حبه وساعدته على الهرب، وعندما عادا إلى ثيساليا خدعت عم جاسون المدعو بيلياس وقتلته بعد أن وعدته برد شبابه.

## روابط خارجية
- مقالات تستعمل روابط فنية بلا صلة مع ويكي بيانات